# Tronsanges
Tronsanges ist eine französische Gemeinde mit 398 Einwohnern (Stand: 1. Januar 2022) im Département Nièvre in der Region Bourgogne-Franche-Comté. Sie gehört zum Arrondissement Cosne-Cours-sur-Loire und zum Kanton La Charité-sur-Loire. Die Bewohner werden Tronsangeois und Tronsangeoises genannt.
Die Gemeinde erhielt 2022 die Auszeichnung „Eine Blume“, die vom Conseil national des villes et villages fleuris (CNVVF) im Rahmen des jährlichen Wettbewerbs der blumengeschmückten Städte und Dörfer verliehen wird.

## Geographie
Tronsanges liegt etwa 13 Kilometer nordnordwestlich von Nevers an der Loire.
Nachbargemeinden von Tronsanges sind La Marche im Norden, Champvoux im Nordosten, Chaulgnes im Osten, Germigny-sur-Loire im Süden, Beffes im Südwesten sowie Saint-Léger-le-Petit im Westen.
Durch das Gemeindegebiet führt die Autoroute A77.
Die Gemeinde besitzt seit 1861 einen Haltepunkt an der Bahnstrecke Moret-Veneux-les-Sablons–Lyon-Perrache, welcher von Zügen des TER Bourgogne-Franche-Comté der Verbindung Cosne-sur-Loire–Nevers bedient wird.

## Bevölkerungsentwicklung
| Jahr                       | 1962 | 1968 | 1975 | 1982 | 1990 | 1999 | 2006 | 2011 | 2016 |
| Einwohner                  | 254  | 223  | 259  | 340  | 378  | 344  | 356  | 373  | 393  |
| Quellen: Cassini und INSEE |      |      |      |      |      |      |      |      |      |

## Sehenswürdigkeiten
- Kirche Saint-Blaise-et-Saint-Abdon
- Monumentales Papstkreuz von 1867, seit 1971 als Monument historique eingeschrieben

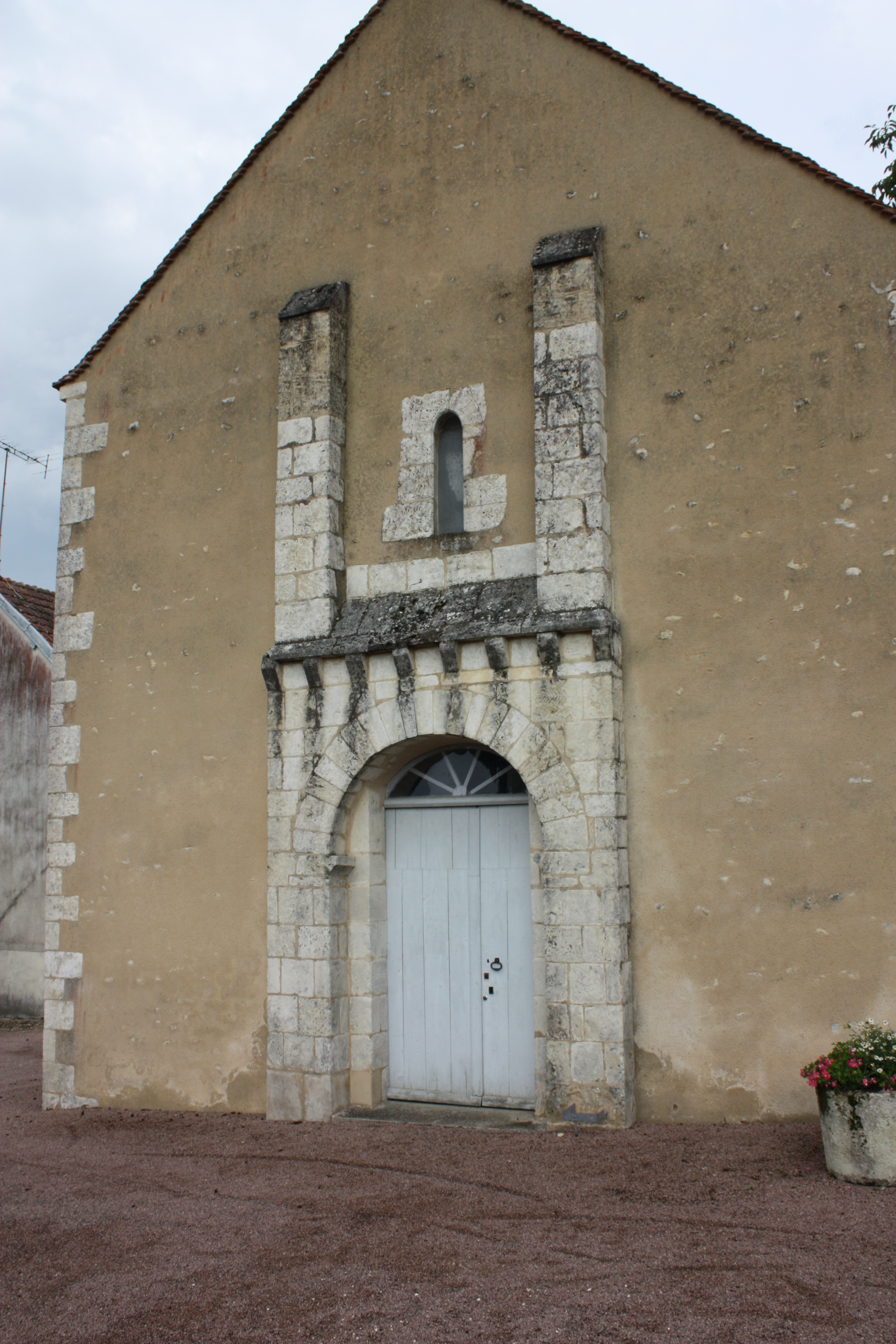
Kirche Saint-Blaise-et-Saint-Abdon
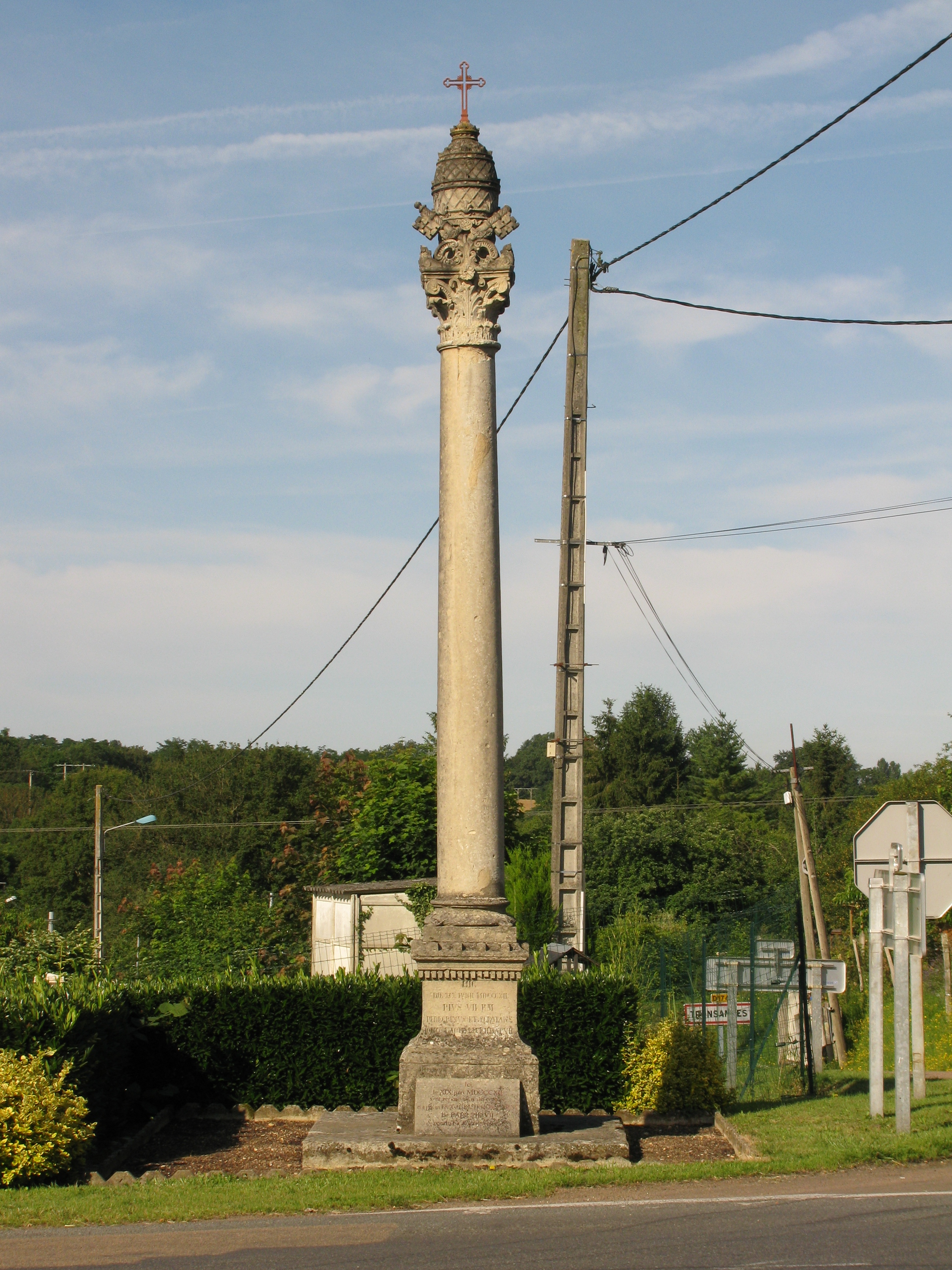
Papstkreuz